# ミュール＝ド＝ブルターニュ
ミュール＝ド＝ブルターニュ （Mûr-de-Bretagne、ブルトン語:Mur）は、フランス、ブルターニュ地域圏、コート＝ダルモール県の旧コミューン。2017年1月1日、サン＝ゲンと合併し、コミューン・ヌーヴェル（fr）のゲルレダンとなった。

## 地理

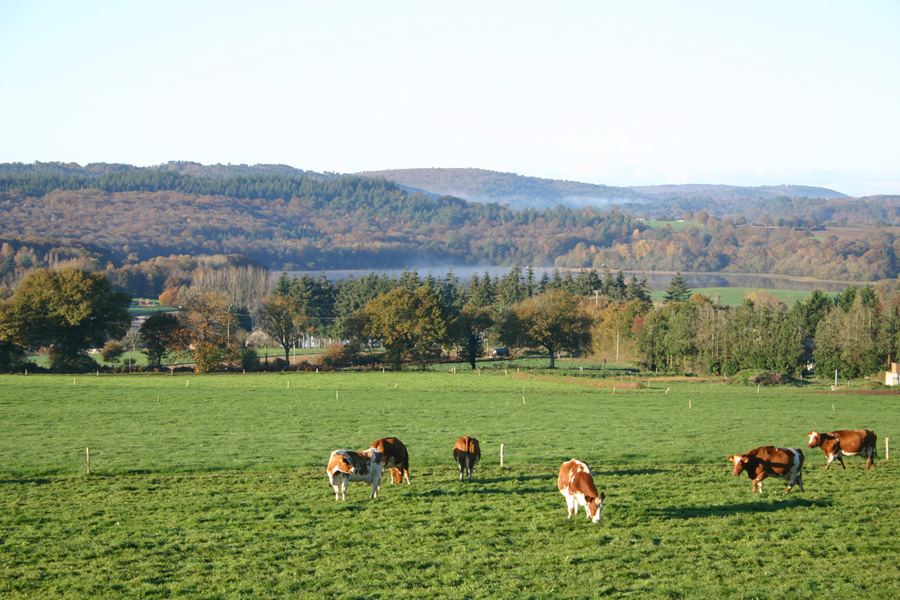
ゲルレダン湖

ミュール＝ド＝ブルターニュは小さな商業の町で、ゲルレダン湖の東にある。コミューンの西部および南部はモルビアン県と接している。

## 由来
ミュールの古いつづりは以下のようになっていた。Mur （1283年）、Mur （1368年）、Mur （1516年）、Mur （1536年）、Meur （1630年）。
ブルトン語でのつづりはMurである。

## 人口統計
| 1962年 | 1968年 | 1975年 | 1982年 | 1990年 | 1999年 | 2006年 | 2011年 |
| ------ | ------ | ------ | ------ | ------ | ------ | ------ | ------ |
| 2125   | 2075   | 2105   | 2091   | 2049   | 2090   | 2096   | 2108   |

参照元:1999年までEHESS、2004年以降INSEE

## 史跡
- サント・シュザンヌ礼拝堂 - 1952年より歴史文化財[5]。コローが1840年から1850年の間に描いた、古いカシの木々に囲まれている[6]。
- コエト・コレックの長ドルメン
- ラ・ロッシュ・ゲエネック城館

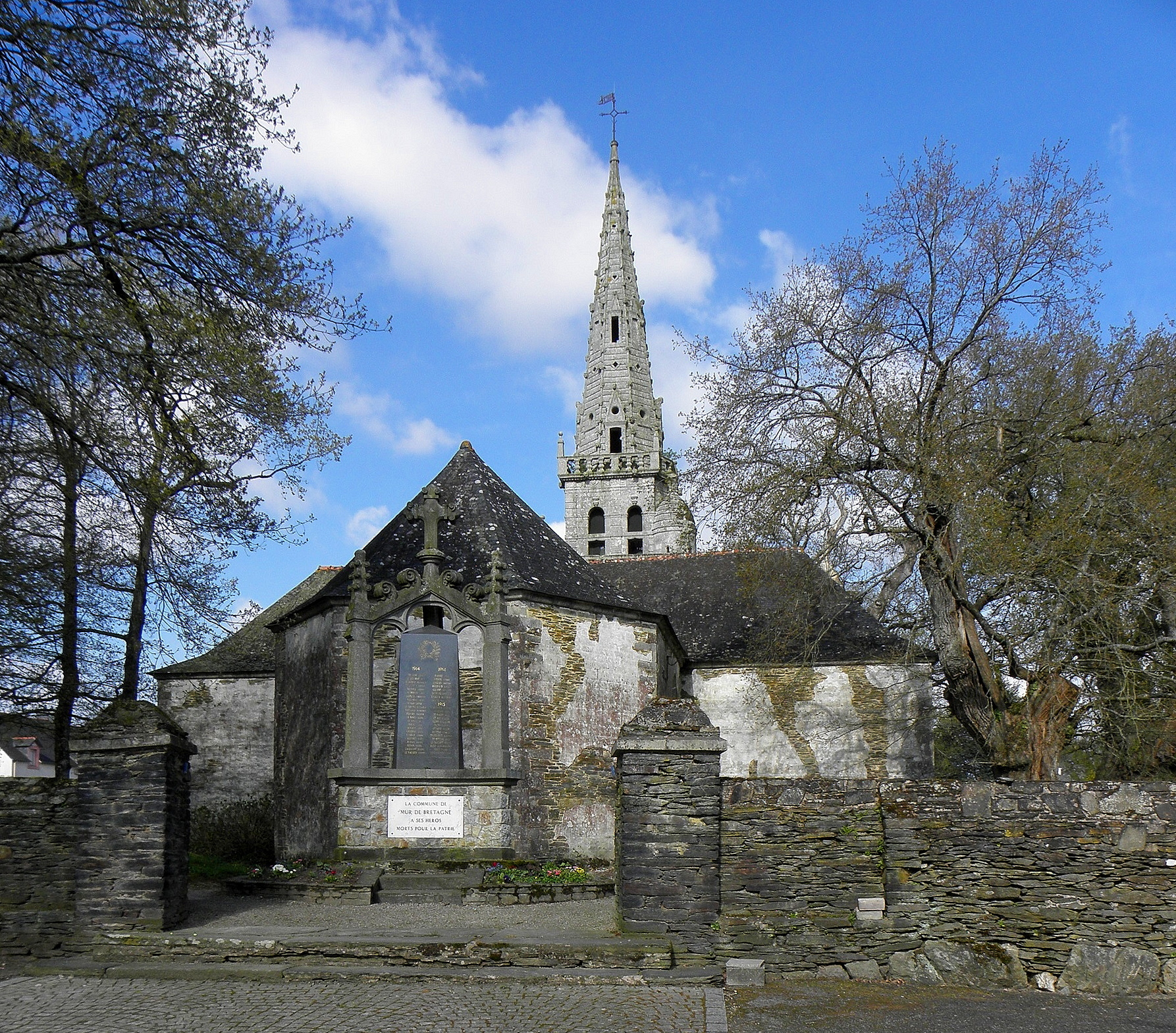
サント・シュザンヌ礼拝堂
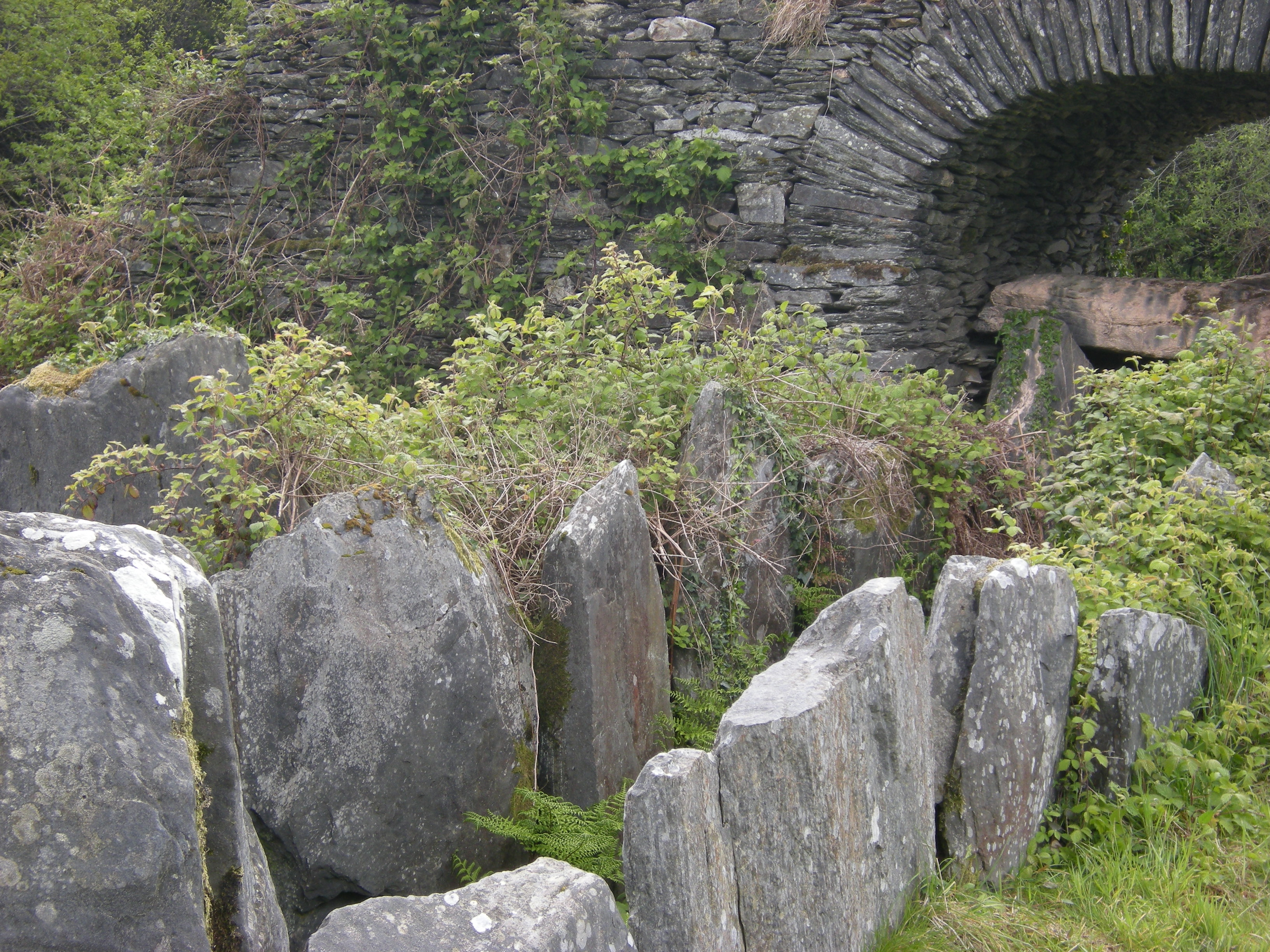
長ドルメン
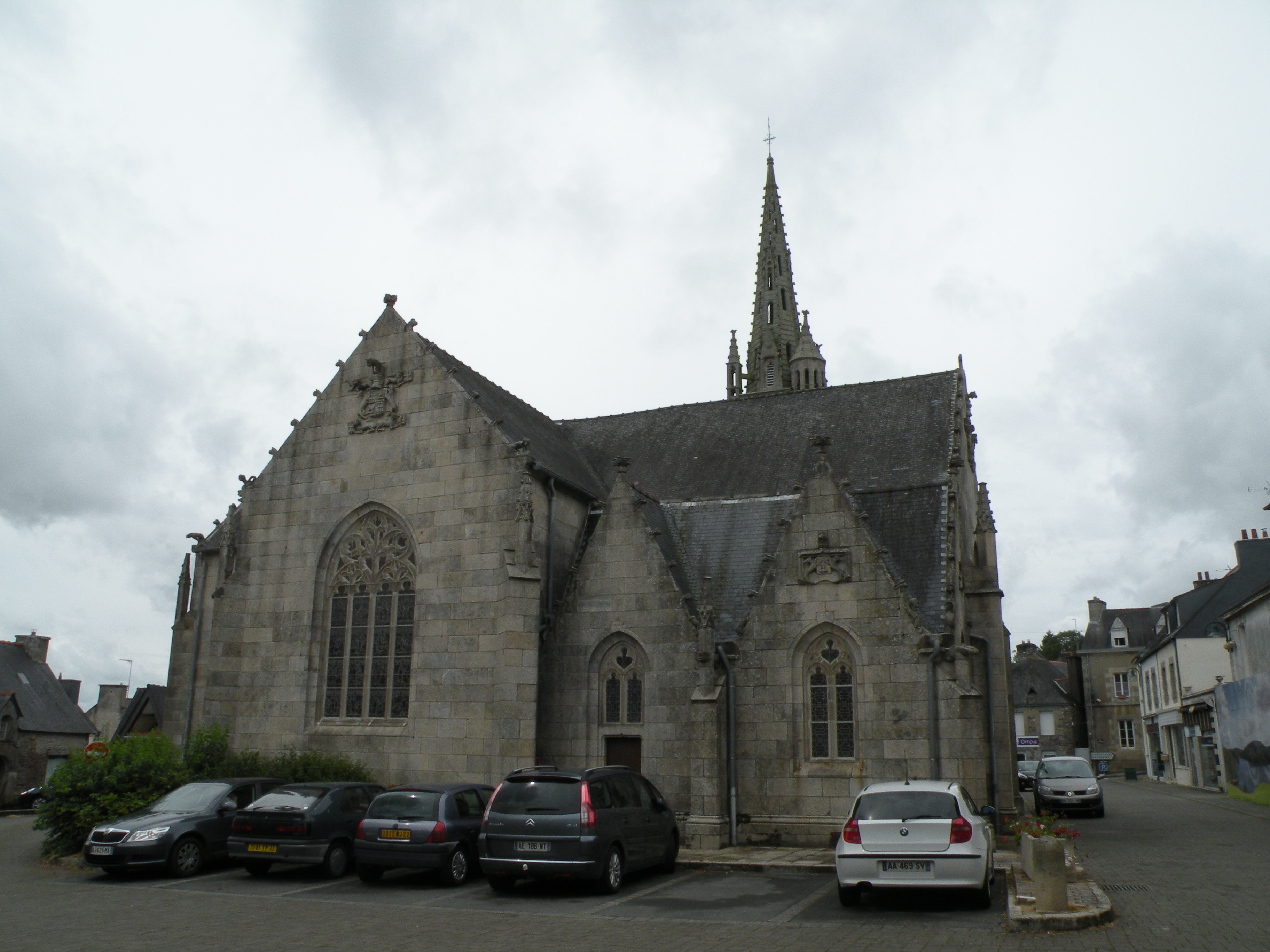
サン・ピエール教会